# 31901 Amitscheer
31901 Amitscheer è un asteroide della fascia principale. Scoperto nel 2000, presenta un'orbita caratterizzata da un semiasse maggiore pari a 2,2967454 UA e da un'eccentricità di 0,1307514, inclinata di 7,34128° rispetto all'eclittica.